# Körmendi Klára
Körmendi Klára (Budapest, 1944. március 22. –) magyar zongoraművész, egyetemi tanár.

## Életpályája
1955–1962 között a budapesti Bartók Béla Zeneművészeti Szakközépiskolában végezte el Zempléni Kornélnál (1922–2013). 1962–1967 között a Zeneművészeti Főiskola hallgatója, ahol Solymos Péter oktatta. 1965–1993 között az Országos Filharmónia szólistája volt. 1983–2003 között Horváth László klarinétművész állandó partnere volt, akivel számos hazai és külföldi koncerten szerepelt. 1989-ben közös lemezük jelent meg. 1992–2002 között Kőszegen és Keszthelyen mesterkurzusokon vett részt. 1993 óta a Liszt Ferenc Zeneművészeti Egyetem adjunktusa és docense. 1996–2012 között a Sárospatakon megrendezett Nemzetközi Nyári Akadémia mesterkurzusának résztvevője volt. 1997 óta a Magyar Zeneművészeti Társaság elnökségi tagja, 2008–2016 között elnöke volt.

### Munkássága
Műsorainak jelentős részét kortárs szerzők – Bozay, Durkó, Soproni – művei képezték, sokat ő mutatott be Magyarországon, illetve neki ajánlották alkotók. 13 CD-je jelent meg (Debussy, Ravel, az összes Satie, Lajtha, Mosonyi zongoraversenye és négykezesei). 

## Családja
Szülei Körmendi József és Tóth Klára voltak. 1967–1982 között Bozay Attila (1939–1999) volt a férje. Két gyermekük született: Gergely (1974) és Melinda (1979). 1996–2003 között Horváth László volt a második párja.

## Díjai, elismerései
- a Rádió zongoraversenye díjazottja (1966)
- a rotterdami Gaudeamus verseny diplomása (1971)
- Artisjus-díj (1984–2009: 14x)
- Liszt Ferenc-díj (1992)
- Lajtha László-díj (1998)
- Bartók Béla–Pásztory Ditta-díj (1999)
- Veress Sándor-díj (2001)